# Stylidium emarginatum
Stylidium emarginatum este o specie de plante dicotiledonate din genul Stylidium, familia Stylidiaceae, ordinul Asterales, descrisă de Sonder. Conform Catalogue of Life specia Stylidium emarginatum nu are subspecii cunoscute.